# Rosenus cruciatus
Rosenus cruciatus är en insektsart som beskrevs av Henry Fairfield Osborn och Ball 1898. Rosenus cruciatus ingår i släktet Rosenus och familjen dvärgstritar. Inga underarter finns listade i Catalogue of Life.